# Jean Houben
Jean Houben, (Stein, 7 mei 1942 - aldaar, 18 juni 1981), was een Nederlands beeldhouwer. Naast beelden bestaat zijn werk uit mozaïeken, penningen (medaille), plaquettes en reliëfs. De gemaakte voorstellingen zijn dieren, figuren en organische abstracties. Zijn werken zijn meest van hout, brons en steen.

## Biografie
Jean Houben brak zijn priesterstudie af en ging een studie beeldende kunst volgen aan de Jan van Eyck Academie in Maastricht. Tot zijn leermeesters behoorde Wim Rijvers. Hierna volgde hij de beeldhouwopleiding bij Fred Carasso en Arthur Spronken. In zijn werk werd hij beïnvloed door de Engelse kunstenaar Henry Moore. Jean Houben was aangesloten bij de kunstenaarsorganisatie Nederlandse Kring van Beeldhouwers.
In zijn korte leven als kunstenaar was hij erg productief. In de periode nadat bij hem kanker was vastgesteld, maakte hij het beeld De Adelaar. Zijn agressieve adelaar symboliseert door middel van zijn houding en klauwen de dreiging van Houbens ziekte. Ook zijn beeld Levensdrang is een verwijzing naar zijn ziekte. 'Levensdrang bestaat uit drie figuren, waarbij een zieke op de rug van de tweede figuur wordt gedragen, de derde figuur snelt voor hen uit. Het beeldhouwwerk verwijst naar de Trojaanse held Aeneas die, zijn oude vader dragend, het brandende Troje ontvluchtte.(Vergilius, Aeneis).

## Werk (selectie)

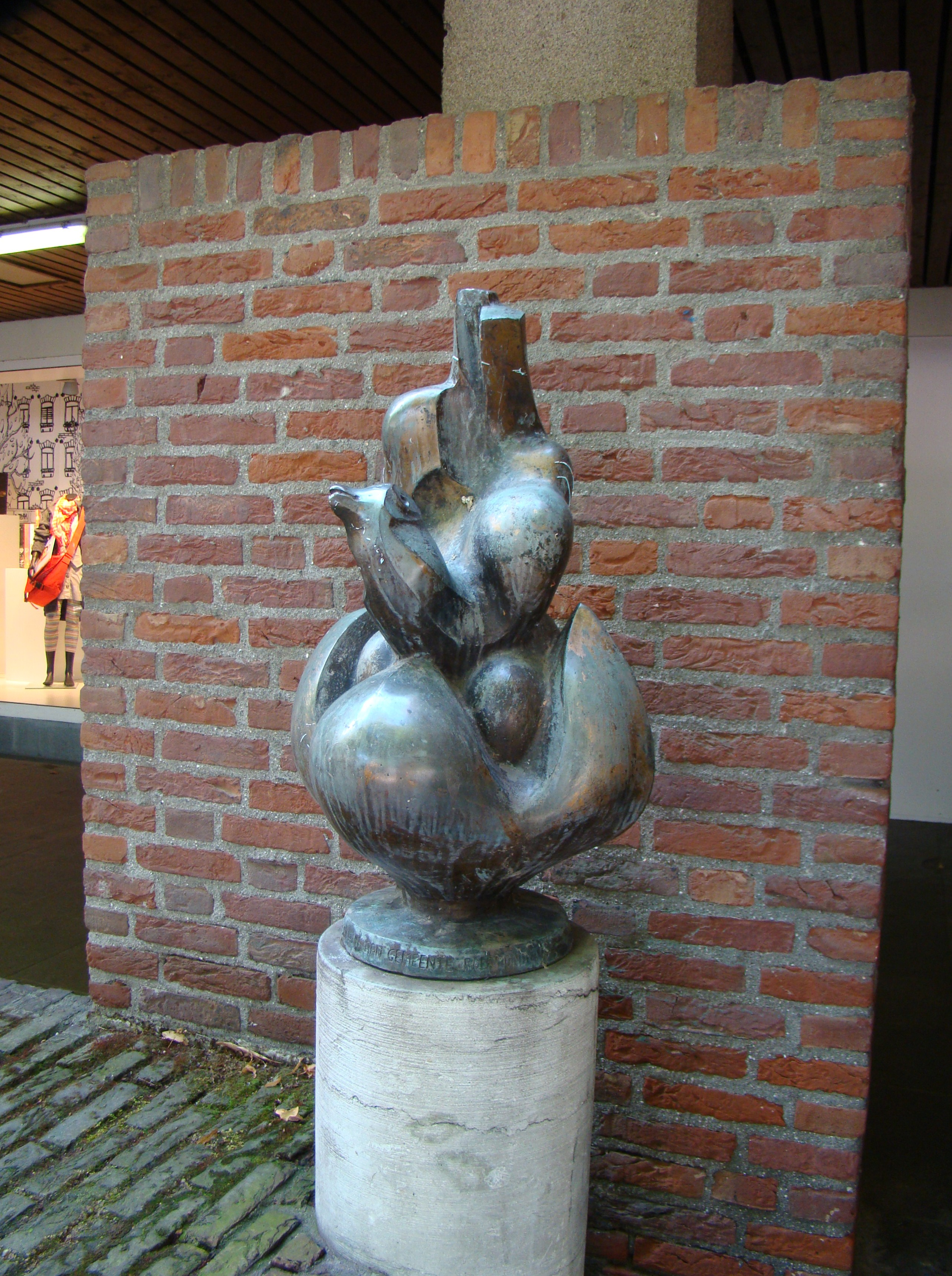
Phoenix

- Adelaar, Deken Quodbachlaan, Kerkrade (1982)
- Neerdalende adelaar, Callenbachstraat, Nijkerk (1981)
- Adelaar, Koninginneweg (raadhuis)/Oude Enghweg, Hilversum (1981)
- Levensdrang, Het Overloon 2, Heerlen (1980)
- Drie meisjes in de wind, Coosje Buskenstraat/Spuistraat, Vlissingen (1980)[5]
- Openbrekende bloesem, John F. Kennedylaan (Belastingdienst), Apeldoorn (1977)
- Monument voor Embrico van Mayschoss, Heyendallaan: binnenplaats van Abdij Rolduc, Kerkrade (1976)
- De rijzende Phoenix, Munsterplein (V&D), Brunssum
- Verbroedering, Bergenkenstraat 7a, Stein (1972)
- Bloesem, Vijverpark, Brunssum (1972)
- Spelenderwijs, Bergenkenstraat, Stein (1971)
- Verleden - Heden, Shinekstraat 11, Stein (1968)